# يو إف سي على فوكس: ويردوم ضد براون
يو إف سي على فوكس: ويردوم ضد براون (بالإنجليزية: UFC on Fox: Werdum vs. Browne)‏ هو حدث لفنون القتال المختلطة نظمته يو إف سي، أُقيم في 19 أبريل 2014، على مركز أمواي في أورلاندو، فلوريدا، الولايات المتحدة.